# Un si bel été
Pour plus de détails, voir Fiche technique et Distribution.
Un si bel été (The Greengage Summer) est un film britannique réalisé par Lewis Gilbert, sorti en 1961.

## Synopsis
Une famille anglaise composée de Mme Grey et de ses quatre enfants dont l'ainée Joss, vient en France pendant les vacances faire un pèlerinage aux cimetières militaires de la Champagne. Ils s'installent dans un hôtel dirigé par Mme Zizi qui a une liaison avec Eliot, un anglais sympathique mais mystérieux. Mme Grey tombe malade et les enfants sont recueillis par Eliot qui se révèle un voleur de bijoux que Joss, tombée amoureuse de lui, trahira.

## Fiche technique
- Titre : Un si bel été
- Titre original : The Greengage Summer (ou Loss of Innocence aux États-Unis)
- Réalisation : Lewis Gilbert
- Scénario : Howard Koch et Rumer Godden, d'après le roman éponyme de cette dernière
- Production : Victor Saville et Edward Small
- Société de production : Victor Saville-Edward Small Productions
- Photographie : Freddie Young
- Montage : Peter R. Hunt
- Musique : Richard Addinsell
- Direction artistique : John Stoll
- Costumes : Julie Harris
- Pays de production :  Royaume-Uni
- Format : Couleur (Technicolor) - 35 mm - Son : Mono
- Genre : Comédie dramatique
- Durée : 99 minutes
- Date de sortie : 4 avril 1961 (Royaume-Uni)

## Distribution
- Kenneth More : Eliot, un Anglais sympathique mais un peu louche, l'amant de Madame Zizi
- Danielle Darrieux : Madame Zizi, la tenancière de l'hôtel des Œillets
- Susannah York : Joss Grey, 16 ans, l'aînée des enfants Grey, qui devient femme
- Claude Nollier : Madame Corbet, la gouvernante
- Jane Asher : Hester Grey, 13 ans, la sœur de Joss
- Elizabeth Dear : Vicky Grey, la sœur cadette
- Richard Williams : Willmouse Grey, le frère des filles Grey
- David Saire : Paul, le garçon de cuisine de l'hôtel
- Raymond Gérôme : l'inspecteur de police Renard
- Maurice Denham : M. Bullock, un avocat, l'oncle des enfants Grey
- André Maranne : M. Dutour
- Harold Kasket : M. Prideaux
- Jacques B. Brunius : M. Joubert
- Joy Shelton : Mme Grey,la mère des quatre enfants, en vacances en France avec ses quatre enfants
- Balbina : Mauricette
- Will Stampe : M. Armand
- Jean Ozenne : le directeur en Champagne
- Bessie Love : la touriste américaine
- Fred Johnson : le touriste américain
- Jacques Dhery : Bargée

## Autour du film
Les scènes extérieures de ce film ont été tournées non pas en Champagne où se situe l'histoire du film  mais en région Occitanie au château de la Tour dans la localité de Montady, village situé à 5 km à l'ouest de Béziers dans l'Hérault, les pruniers ont été rajoutés dans le parc du château pour les besoins du film: "l'été des reines-claudes" qui est devenu en français "un si bel été".